# Research Consortium on Nearby Stars
Le Research Consortium on Nearby Stars (RECONS) (en français : Groupement de recherche sur les étoiles proches) est un projet destiné à étudier les étoiles les plus proches du système solaire - celles situées à moins de 10 parsecs (32,6 années-lumière). Un des objectifs du projet est de démontrer qu'un relevé plus précis des systèmes d'étoiles proches fournira une image plus précise des systèmes d'étoiles de toute la galaxie.
Le projet a découvert plusieurs naines blanches et naines rouges proches, dont GJ 1061 en 1997 qui est le 20e plus proche système stellaire connu à une distance de 11,9 années-lumière, et fourni la première mesure de distance précise pour DEN 0255-4700 qui, à 16,2 années-lumière, est la naine L la plus proche du système solaire. En novembre 2006, RECONS annonça qu'il avait découvert 20 nouveaux systèmes stellaires à moins de 10 parsecs du système solaire, en plus des 8 annoncés entre 2000 et 2005.
Le projet est piloté par Todd Henry (en) de l'Université d'État de Géorgie, à Atlanta, aux États-Unis. Parmi les autres astronomes impliqués dans le projet, on peut citer Wei-Chun Jao, John Subasavage et Thom Beaulieu de Georgia State University, Phil Ianna de l'université de Virginie à Charlottesville, et Edgardo Costa et Rene Mendez de l'Université du Chili.

## Voir également